# 疏花粉条儿菜
疏花粉条儿菜（学名：Aletris laxiflora），为百合科粉条儿菜属下的一个种。